# Philippe Donnier
Philippe Donnier (Aigueperse, Francia, 1946), es un musicólogo franco-español. Desde finales de los años 1960 reside en la ciudad de Córdoba. Está casado con la cordobesa María Teresa Muñoz Álvarez. 

## Datos biográficos
Ingeniero Superior de Física por la Escuela Superior de Física y Doctor en Etnomusicología por la Universidad de París, donde obtuvo el Certificado de Aptitud para la Enseñanza de Músicas Tradicionales y la Jefatura de Etnomusicología en los Conservatorios Franceses. 
Ha sido profesor de Física y Química en el Liceo de Bury Margency (Francia) y en el Centro de Estudios e Investigaciones de l'Edf a Chatoux (Francia). 
Muy joven, Donnier visitó España y quedó fascinado por el flamenco. Volvió a Paris y allí compaginó sus estudios de Física con los de guitarra flamenca auxiliado por José Peña. Acabada la ingeniería, vuelve a España y vive el flamenco de las cuevas del Sacromonte de Granada. Cursa estudios en Córdoba donde se titula como Profesor de Guitarra Clásica por el Conservatorio Superior de Córdoba. 
Como guitarrista clásico formó dúo con Alfonso Serrano y como flamenco ha estado tocando en el mesón "La Bulería" de Córdoba durante muchos años.
Ejerció como profesor de guitarra flamenca en la Escuela Municipal de Bujalance (Córdoba).
Prestigioso etnomusicólogo, ha participado en cursos internacionales en España, Francia y Canadá. Conferenciante en universidades y conservatorios de Almería, Málaga, Huelva, Madrid, Córdoba, Valencia, Grenoble, Maryland y Stuttgart. Ha impartido cursos y seminarios sobre la Musicología del Flamenco para profesores de primaria. 
En 1997, grabó la maqueta del CD Rom Flamenco Soft, con la que obtuvo el Premio Mobius Internacional Culturas por la Universidad de París.
En 2006 coordinó el ciclo Contrastes enmarcado en el Año del Flamenco. 
Es socio cofundador del Ateneo de Córdoba.

## Publicaciones
- El duende tiene que ser matemático (Editorial Virgilio Márquez, 1985). Galardonado con el Premio de Ensayo González Climent.
- Método de guitarra flamenca (Editorial Billaudot, 1985).  Publicado junto con Merengue de Córdoba
- El duende y el reloj  (Editorial Punto Reklamo, 2008). Presentado con objeto de introducir el arte del flamenco entre el público infantil. Ha sido reeditado en 2010, mismo año en que ha sido adaptado por el coreógrafo Javier Latorre, premio nacional de danza, en un espectáculo flamenco.